# Lucrativité
La lucrativité se définit comme étant la recherche d'un gain ou d'un profit.
Sont considérées comme lucratives, les entreprises privées qui fonctionnent sur un modèle capitaliste.

## Non lucratif
À l'opposé des structures lucratives, tout système économique comprend aussi des structures dont le profit n'est pas l'objectif. Leurs objectifs peuvent par exemple être
alors l'utilité publique ou l'intérêt général. On dit alors qu'elles sont à but non lucratif. Une association à but non lucratif a tout à fait le droit de vendre des biens et services (non lucratif ne veut pas dire non marchand), du moment que les membres ne profitent pas individuellement et à ce titre des bénéfices réalisés. La lucrativité se définit comme étant la recherche, dans la réalisation d'un acte, d'un gain ou d'un profit individuel.

## Lucrativité en droit français
L'évaluation du caractère lucratif ou non des activités d’un organisme sans but lucratif conditionne sa soumission aux impôts commerciaux, hors régimes d'exception. La méthode est la suivante :
1. Examiner si la gestion de l'organisme est désintéressée (chapitre premier, section 1) :
  - l'organisme est géré et administré à titre bénévole par des personnes n'ayant elles-mêmes, ou par personne interposée, aucun intérêt direct ou indirect dans les résultats de l'exploitation,
  - l'organisme ne procède à aucune distribution directe ou indirecte de bénéfice, sous quelque forme que ce soit,
  - les membres de l'organisme et leurs ayants droit ne peuvent pas être déclarés attributaires d'une part quelconque de l'actif, sous réserve du droit de reprise des apports ; si la gestion est intéressée, l'organisme est nécessairement considérée comme lucratif ;
2. Si la gestion est désintéressée, examiner si l'organisme concurrence le secteur commercial (chapitre premier, section 2–A) :
  - Est-ce que le public peut indifféremment s'adresser à une structure lucrative ou non lucrative (s'apprécie en fonction de la situation géographique de l'organisme) ? S'il ne concurrence pas le secteur commercial et que sa gestion est désintéressée, l'organisme n'est pas imposable ;
3. S'il concurrence le secteur commercial, examiner si l'organisme exerce son activité selon des modalités de gestion similaires à celles des entreprises commerciales (chapitre premier, section 2–B) ; pour cela, quatre éléments doivent être pris en compte, mais leur importance dans l'appréciation de la « commercialité » n'est pas la même ; ainsi, il convient d'étudier dans l'ordre décroissant : le « Produit » proposé par l'organisme, le « Public » qui est visé, les « Prix » qu'il pratique et la « Publicité » qu'il fait (règle des « 4 P ») :
  - produits : les produits (biens ou services) ne sont pas disponibles auprès d'entreprises lucratives ou le sont de façon non satisfaisante,
  - public : les services ou les biens vendus doivent toucher un public qui ne peut normalement pas obtenir le même service ou le même bien, par exemple des personnes indigentes, chômeurs, familles monoparentales ou personnes dépendantes,
  - prix : les prix sont inférieurs à ceux du marché (mais on peut toujours invoquer un motif de différenciation — réelle ou fictive — de la prestation),
  - publicité : l'association n'a pas recours à la publicité (la distinction entre « publicité » et « information du public » — expressions en principe synonymes — est relativement floue.).

Ce n'est que s'il exerce son activité selon des méthodes similaires à celles des entreprises commerciales, que l'organisme sera considéré comme lucratif, et donc susceptible d'être soumis aux impôts commerciaux de droit commun.
Les points 1 à 3 doivent être examinés successivement.
Les organismes qui exercent leur activité au profit d'entreprises sont, dans tous les cas, considérés comme lucratifs, et donc imposables a priori sur les bénéfices commerciaux.